# Ron Hextall
Ronald Jeffrey "Ron" Hextall, född 3 maj 1964 i Brandon, Manitoba, är en kanadensisk före detta professionell ishockeymålvakt. 
Han spelade för NHL-klubbarna Philadelphia Flyers, Quebec Nordiques och New York Islanders åren 1986–1999. 
Hextall var mellan 2014 och 2018 general manager för Philadelphia Flyers.

## Karriär
Ron Hextall spelade största delen av sina 13 NHL-säsonger i Philadelphia Flyers. Under sin debutsäsong 1986–87 vann han Vezina Trophy som ligans bäste målvakt. I slutspelet bidrog han kraftigt till att Flyers tog sig till Stanley Cup-final. Där förlorade man dock mot Edmonton Oilers ledda av Wayne Gretzky. Hextall vann trots finalförlusten Conn Smythe Trophy som slutspelets mest värdefulle spelare. 
Hextall fortsatte som förstemålvakt för Flyers i ytterligare sex säsonger. 1992 blev han tillsammans med fem andra spelare, däribland Peter Forsberg, skickad till Quebec Nordiques i utbyte mot supertalangen Eric Lindros. Hextall spelade en säsong i Nordiques, för att sedan bli bortbytt till New York Islanders. Efter en säsong i Islanders återvände han 1994 till Philadelphia Flyers, där han spelade fram till sin sista säsong 1998–99.
Hextall förnyade målvaktspelet genom att röra sig omkring målburen mer än målvakter dittills gjort. Han anses, tillsammans med Jacques Plante, allmänt ha varit den som införde det aktiva målvaktsspelet där målvakten lämnade målet för att hantera pucken med klubban. Hextall var också den första målvakten som gjorde mål från egen klubba i en NHL-match. Billy Smith var den förste att bli registrerad för ett mål, när en motståndarback gjorde en bakåtpassning i egen tom bur. Hextall hade också en mycket aggressiv målvaktsstil; han slog med klubban efter motståndare runt sitt mål och hamnade ofta i slagsmål. Han är alla tiders mest utvisade ishockeymålvakt, både i grundserien och i Stanley Cup-slutspelet. New Jersey Devils målvakt Martin Brodeur inspirerades av Hextalls spelstil.
| ”                                 | Han var en av de första målvakterna som kom ut och spelade pucken. Han var lite för våldsam för min smak, men det var underhållande. Det var hur han spelade pucken som var den stora grejen. | „ |
| – Martin Brodeur om Ron Hextall., | |   |

Ron Hextall spelade två Stanley Cup-finaler: 1987 och 1997, båda gångerna med Philadelphia Flyers. Flyers förlorade dock båda finalerna.
Den 7 maj 2014 utsågs Hextall till ny general manager för Flyers efter de hade befordrat den dåvarande general managern Paul Holmgren till att bli president med det övergripande ansvaret för hela organisationen.
Han fick sparken som general manager av Flyers den 26 november 2018.

## Meriter
- Vezina Trophy – 1986–87
- NHL First All-Star Team – 1986–87
- Conn Smythe Trophy – 1987